# Michael Stahl-David
Michael Stahl-David (nacido el 28 de octubre de 1982) es un actor estadounidense. Los papeles por los que es más conocido son el de Sean Donnelly en la serie de televisión The Black Donnellys y el de Robert Hawkins en la película de Matt Reeves Cloverfield.

## Primeros años
Stahl-David nació en Chicago, Illinois, hijo de médicos. Se graduó en el Columbia College de Chicago. Es el hermano mayor de Eric Stahl-David y de Andrew R. Stahl-David. Ambos se graduaron en la Whitney Young High School. Antes de su gran éxito, Michael Stahl-David fue reconocido mayormente por ser un gran artista de grafiti en Chicago, que lo ha llevado a dar un discurso en Q&A del Chicago Sun Times.

## Carrera
Stahl-David comenzó su carrera como actor en 2001, cuando tuvo un pequeño papel como "Rossetti" en New Port South. Más tarde, en 2003, tuvo un papel menor como "Craig" en Uncle Nino. Durante ese tiempo participó activamente en la escena teatral de Chicago. En 2004 fue nominado para un Premio Joseph Jefferson Award, Mención al Mejor Actor en un Papel Secundario por Lost in Yonkers en  la Eclipse Theatre Company de Chicago, Illinois. Actuó en obras teatrales en el Teatro Steppenwolf (One Arm, Theater District), el Victory Gardens Theater (Cider House Rules, Lost in Yonkers) y como Goodman en The Goat or Who is Sylvia?. Poco después de su llegada a Nueva York en 2005, se presentó como "Peter" en El diario de Anna Frank en el teatro Papermill Playhouse. En el invierno de 2007 recibió elogios de la crítica por su papel en The Overwhelming off Broadway.
Stahl-David comenzó su carrera como actor de televisión en 2007 cuando hizo una aparición en la serie Law & Order: Criminal Intent, como "Riordan Grady" en el episodio "Players". Más tarde, ese mismo año, David interpretó el papel de Sean Donnelly, uno de los cuatro hermanos irlandeses en la serie The Black Donnellys. Su reconocimiento internacional se dio gracias a su rol como Rob Hawkins en la película Cloverfield, producida por J. J. Abrams. En septiembre de 2008, protagonizó y dirigió la serie web Michael Stahl-David: Detrás de la estrella, que puede verse en YouTube.
En 2010, Stahl-David actuó en la serie de ABC My Generation, que fue cancelada después de solo dos episodios debido a los bajos índices de audiencia. En 2014 actuó en la película paranormal y romántica In Your Eyes en uno de los papeles principales.

## Filmografía

### Cine y televisión
| Año  | Título                       | Papel                        | Notas                          |
| 2017 | The Light of the Moon        | Matt                         |                                |
| 2017 | Narcos                       | Chris Feistl                 | Serie de TV. Tercera temporada |
| 2016 | LBJ                          | Robert F. Kennedy            |                                |
| 2015 | The Good Wife                | Nathan Bacevich              | Serie de TV                    |
| 2015 | Show Me a Hero               | James Surdoval               | Miniserie; 6 episodios         |
| 2014 | In Your Eyes                 | Dylan                        | Película                       |
| 2010 | My Generation                | Steven Foster                | serie de TV                    |
| 2008 | The Project                  | Justin                       | Película                       |
| 2008 | Cloverfield                  | Robert Hawkins               | Protagonista                   |
| 2008 | T Takes: Room 102            | Huésped de la habitación 102 | Serie Web                      |
| 2007 | The Black Donnellys          | Sean Donnelly                | serie de TV                    |
| 2007 | Law & Order: Criminal Intent | Riordan Grady                | serie de TV                    |
| 2003 | Uncle Nino                   | Craig                        | Película                       |
| 2001 | New Port South               | Rossetti                     | Película                       |